# Vierde Coalitieoorlog
De Vierde Coalitieoorlog (oktober 1806 – juli 1807) was een militair conflict tussen Napoleons Franse keizerrijk en een coalitie van onder meer Pruisen en Rusland.

## Achtergrond
Het Heilige Roomse Rijk was roemloos geëindigd toen keizer Frans II op 6 augustus 1806 afstand deed van de titel van heilige Roomse keizer en het Rijk ontbond. Op 12 juli 1806 vormde Napoleon de Rijnbond, een coalitie van 16 Zuid- en West-Duitse staten. Hiermee kreeg Napoleon een groot deel van Duitsland in zijn macht.
Na de nederlaag van Oostenrijk in de Derde Coalitieoorlog (1805) bleven Rusland, Groot-Brittannië en Zweden in staat van oorlog met Frankrijk. In augustus 1806 besloot Pruisen, dat in de twee voorgaande oorlogen tegen Frankrijk neutraal was gebleven, om zich bij de coalitie te voegen en de oorlog aan Frankrijk te verklaren. Ook Saksen en Sicilië voegden zich bij deze Vierde Coalitie tegen Frankrijk.

## Verloop
De Pruisische oorlogsverklaring kwam onverwacht voor de bondgenoten; het Russische leger was daarom nog in Rusland en kon de Pruisen niet snel genoeg bereiken om ze te steunen tegen een Franse aanval. Het Franse leger van 160.000 man bewoog zo snel dat het Pruisische leger van zo'n 250.000 man totaal overrompeld werd, en na een bliksemoorlog van 19 dagen later compleet verslagen was. Op 10 oktober behaalde Lannes een overwinning op de Pruisen onder bevel van Prins Louis Ferdinand in de Slag bij Saalfeld. Vier dagen later, op 14 oktober, behaalde Napoleon zelf een belangrijke overwinning in de Slag bij Jena, terwijl Davout diezelfde dag in Slag bij Auerstedt de Pruisische hoofdmacht versloeg.
Hiermee waren de Pruisen verslagen, en op 27 oktober maakte Napoleon zijn intocht in de Pruisische hoofdstad Berlijn. Daar bezocht hij de tombe van Frederik de Grote, waarbij hij zijn maarschalken zou hebben bevolen om hun hoed af te doen in eerbied, want "Als hij nog in leven was, dan zouden wij hier niet staan."
In Berlijn deed Napoleon op 21 november ook het Decreet van Berlijn uitgaan, waarmee hij het Continentaal Stelsel vestigde. Dit anti-Britse handelsembargo verbood alle handel met Groot-Brittannië door Frankrijk, haar bondgenoten en verslagen vijanden. Hiermee hoopte Napoleon, die de Britten niet met militaire middelen kon verslaan, de Britse handel en economie te ruïneren.
Hierna richtte Napoleon zijn aandacht op Rusland. De Fransen marcheerden naar het oosten en dreven de Russen uit Polen. Vervolgens richtten ze zich op Oost-Pruisen. Een veldslag met de Russen volgde op 7-8 februari 1807, de Slag bij Eylau. Deze veldslag was zeer bloedig (volgens sommige bronnen sneuvelden er 50.000 man) maar bleef onbeslist. Maarschalk Ney reed na afloop over het slagveld en zou gezegd hebben: Quel massacre! Et sans résultat ("Wat een bloedbad! En zonder resultaat").
Op 14 juni volgde een tweede veldslag, de Slag bij Friedland, vlak bij Koningsbergen (nu Kaliningrad). Hier behaalde Napoleon wel een beslissende overwinning op de Russen onder bevel van Bennigsen. De Russische verliezen waren zwaar, en de veldslag eindigde met een chaotische vlucht van het slagveld, waarbij veel Russische soldaten verdronken in de rivier de Łyna (Alle).

## Vrede van Tilsit

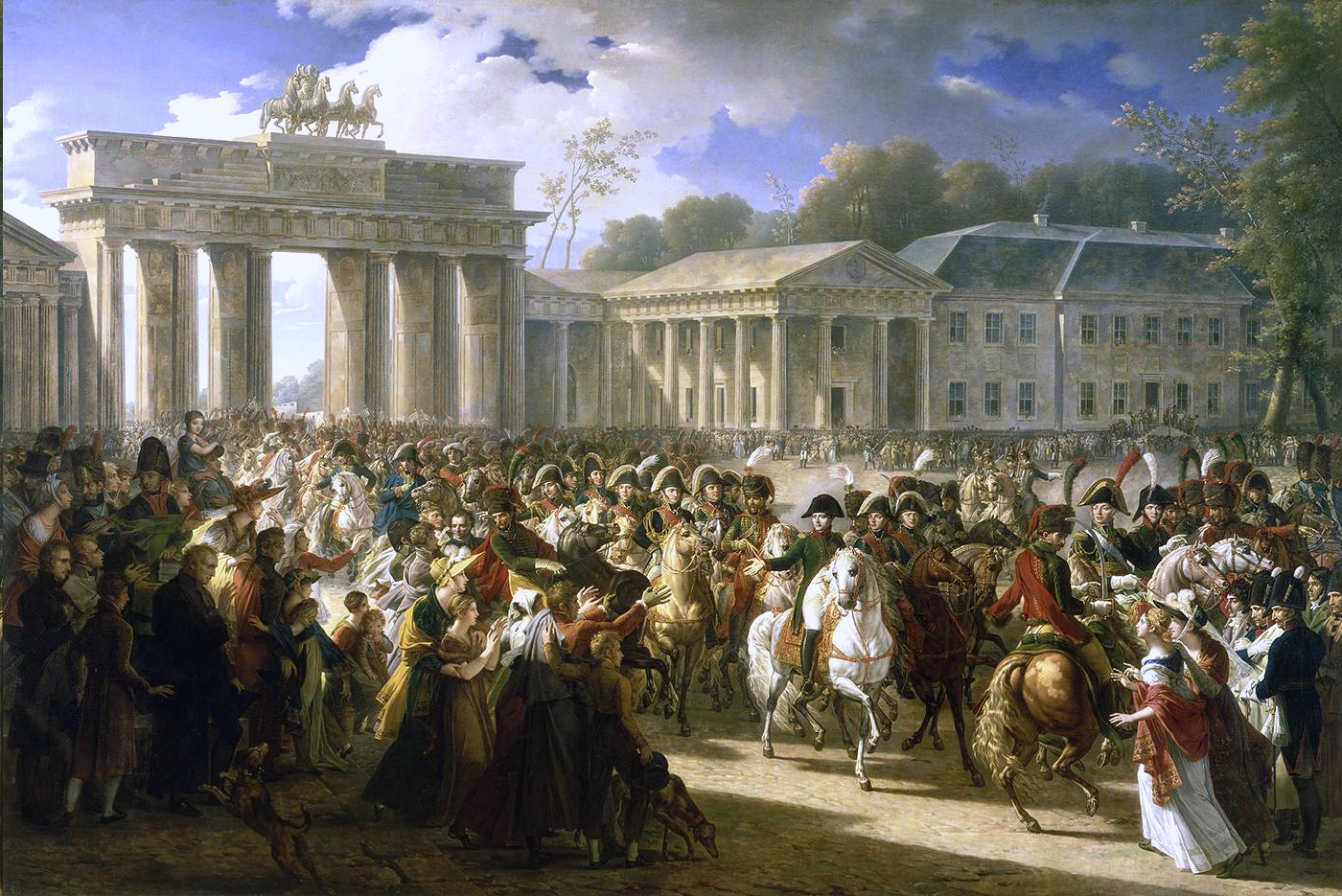
Intocht van Napoleon in Berlijn op 27 oktober 1806

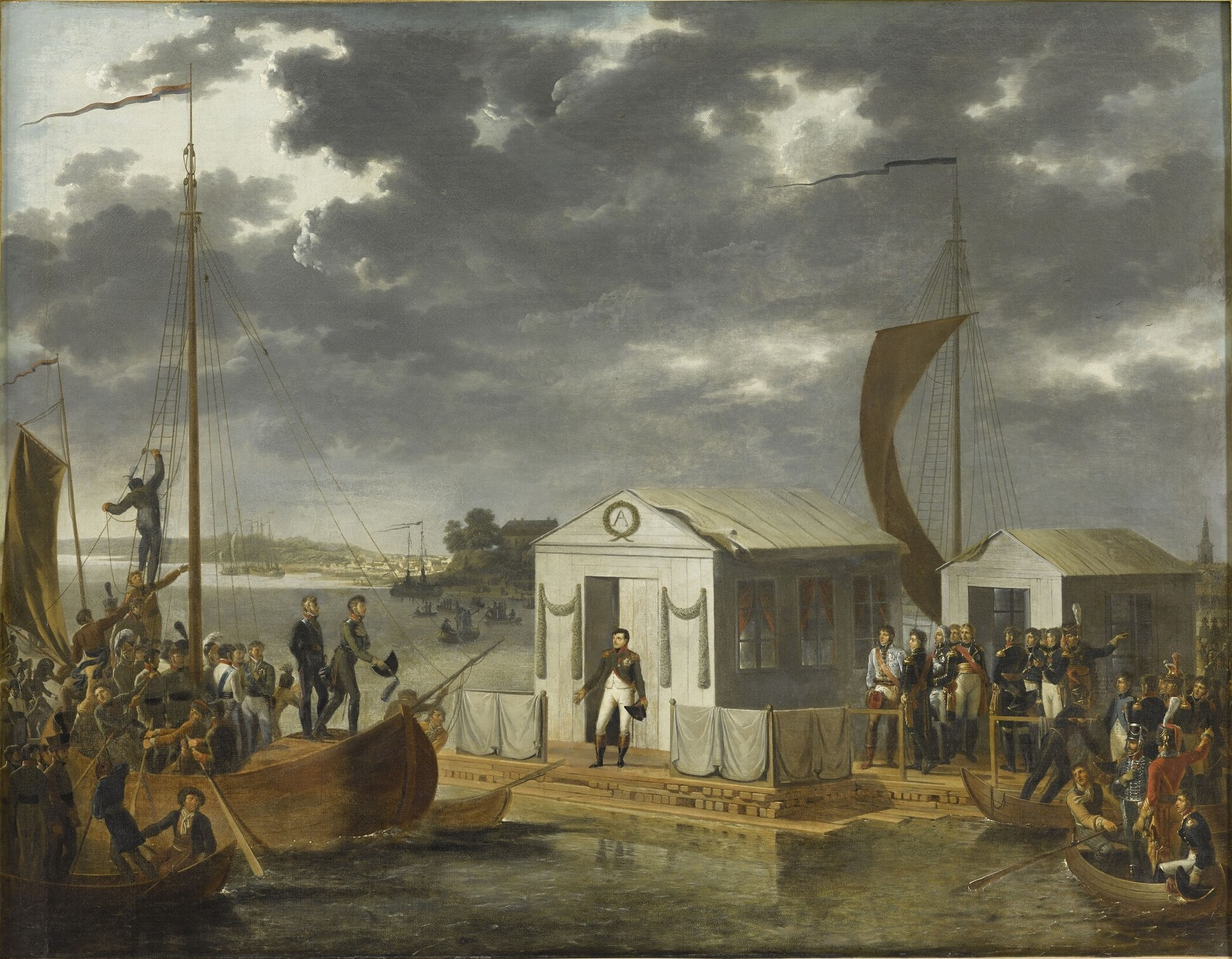
Napoleon en tsaar Alexander ontmoetten elkaar op een vlot in de Memel om de Vrede van Tilsit te sluiten

Kort na de Slag bij Friedland sloot Napoleon vrede met zowel Pruisen als Rusland. Deze Vrede van Tilsit was vooral zeer vernederend voor Pruisen, dat de helft van zijn grondgebied verloor, waaronder Polen.
Napoleon en de Russische tsaar Alexander ontmoetten elkaar bij Tilsit, op een vlot in de Memel. Op 7 juli tekenden ze een vredesverdrag waarmee ze van vijanden in bondgenoten veranderden. Rusland sloot zich aan bij het Continentaal Stelsel en verklaarde de oorlog aan Groot-Brittannië. De Ionische Eilanden en Kotor in de Adriatische Zee gingen van Russische in Franse handen.
Frankrijk beloofde Rusland te steunen in zijn oorlog tegen Turkije en garandeerde de soevereiniteit van het Hertogdom Oldenburg en andere Duitse staten die door familieleden van de tsaar werden geregeerd.
Ook kwamen de twee keizers overeen om de Zweden te dwingen om hun bondgenootschap met de Britten te beëindigen en zich bij Continentaal Stelsel aan te sluiten. De Zweedse weigering leidde een jaar later tot de Finse Oorlog tussen Zweden en Rusland.
Op 9 juli volgde het vredesverdrag met Pruisen. Hierbij moesten de Pruisen gebieden afstaan aan:
- het koninkrijk Westfalen, een nieuw gecreëerde Franse vazalstaat met Napoleons broer Jérôme als koning
- het hertogdom Warschau, een nieuw gecreëerde Franse vazalstaat met de Saksische koning Frederik August I als hertog
- De vrije stad Danzig, een nieuw gecreëerde Franse vazalstaat.
- Saksen, dat verheven werd tot het koninkrijk Saksen
- Nieuw-Oost-Pruisen kwam bij Rusland
- Oost-Friesland werd een departement van het koninkrijk Holland.

Verder moest Pruisen zijn leger terugbrengen tot een sterkte van 40.000 man, en herstellingen van 100 miljoen francs aan Frankrijk betalen.

## Nasleep
Groot-Brittannië bleef in staat van oorlog met Frankrijk, maar op het Europese continent bleef de vrede tussen de grootmachten bewaard tot Oostenrijk en Groot-Brittannië in 1809 een nieuw bondgenootschap sloten en de Vijfde Coalitieoorlog uitbrak.
Het bondgenootschap tussen Frankrijk en Rusland bleef in stand tot 1810. In 1812 verklaarde Napoleon de oorlog aan Rusland en trok het land binnen met een leger van 680.000 man. Deze veldtocht naar Rusland zou desastreus blijken voor de Fransen.
Eerste · Tweede · Derde · Vierde · Vijfde · Zesde · Zevende (Honderd Dagen)